# 劳塔罗·贝柳卡
劳塔罗·“卢卡”·贝柳卡（西班牙語：Lautaro "LuKa" Bellucca；1986年1月4日—），綽號卢卡（LuKa），貝斯及低音大提琴手，來自阿根廷布宜諾斯艾利斯省拉普拉塔。最為人所熟悉於演奏團體MUSA's之中作為經常演出成員。

## 簡介
從12歲開始學習低音琴，14歲於拉普拉塔EMU音樂學校學習，曾經教授過LuKa的低音琴大師包括Karl Miklin，Herve Selin，Hugo Fattoruso，Pedro Aznar及Alejandro "el zurdo" Herrera等等。16歲開始在拉普拉塔和布宜諾斯艾利斯與不同的音樂人合奏演出。
LuKa曾經所屬團體包括屬於他自己的第一個硬搖滾樂團Pelones及民族樂樂團Lo Que Te Falta Quarteto。Lo Que Te Falta Quarteto於2006年在拉普拉塔音樂比賽中勝出，隨後發行同名錄音專輯。
2007年，LuKa跟隨鋼琴及鍵盤手Martin "Musa" Musaubach到了北京以及鼓手José Centorbi，組成了小型演出團體MUSAS (同為MUSA's Trio)，於中國大陸深圳、香港、昆明、上海和北京都有現場表演和錄音錄影。直到2011年，LuKa和Musa連同來自巴西的鼓手Adriano Moreira (高飛)於北京國貿大酒店當駐場樂團。同年夏天，三人將工作重心由內地遷往台北，同時加入曹格的SENSATION樂團／音樂企劃，並由LuKa擔任樂團的低音琴樂手。
除了與不同的音樂人合作錄音、不定期參與或主持酒吧現場演奏 (jam session)，LuKa Group於2013年10月中正式在現場酒吧首度演出，所演奏的歌曲由LuKa負責編寫。。由LuKa Group正式步入個別演出和專輯灌錄的階段開始，LuKa投放更多工作時間作獨立發展，同時與更多不同的音樂人一同參與現場演出和錄音。

## 參與樂團
- LuKa Group
- The Lifers (with Andrew Page and Cody Byassee)
- Olivia & The Fat Cats (with Olivia Berendsohn, Oren Dashti and Adam Sorensen)
- MUSA's
- SENSATION

## 另見
- Kobi Arad Band

## 註解
1. 1 2 3  . Lautaro Bellucca. 2011  [2013-10-10]. （原始内容存档于2019-02-17）.
2. ↑  . CHECK流行文化誌. 2012-08-01  [2013-10-10]. （原始内容存档于2013-10-11）.
3. ↑  . Lautaro Bellucca. 2013-03-29  [2013-10-10]. （原始内容存档于2016-03-04）.
4. 1 2  台灣壹週刊 Next Magazine Taiwan #581 (2012/07/12) - p.194 - 紅男綠女「音樂讓我們相遇 Sensation」
5. ↑  . Lautaro Bellucca. 2013-09-25  [2013-10-10]. （原始内容存档于2019-02-17）.

## 外部連結
- LuKa facebook （页面存档备份，存于）
- MUSA's facebook
- DFM Jazz Club facebook (record label) （页面存档备份，存于）